# Jerzy Różycki
Jerzy Witold Różycki (Vilshana, 24 de julio de 1909 - mar Mediterráneo, cerca de las islas Baleares, 9 de enero de 1942) fue un matemático y criptólogo polaco que trabajó para romper los cifrados nazis de la máquina Enigma.
Nació en la actual Ucrania en una familia polaca. En 1929, cuando aún era estudiante, Różycki, competente en alemán, fue uno de los estudiantes de la Universidad de Poznań que aceptó una invitación a un curso secreto de criptología organizado por el Biuro Szyfrów en Varsovia.
Desde septiembre de 1932, Różycki sirvió como criptólogo civil en el Biuro Szyfrów, trabajando, entre otros, con Marian Rejewski y Henryk Zygalski.
Después de que Rejewski reconstruyera la máquina Enigma utilizada por los alemanes en diciembre de 1932, Różycki y Zygalski exploraron métodos de descifrado con fines de espionaje militar. Różycki inventó el método del "reloj", que a veces permitía saber cuál de los rotores estaba a la derecha.
Różycki murió en el mar Mediterráneo en enero de 1942, regresando al centro Cadix, cerca de Uzès (bajo control de la Francia de Vichy), tras un viaje a Argel. Su barco de pasajeros, el Lamoricière, se hundió en circunstancias que nunca han sido aclaradas cerca de las islas Baleares. Entre los 222 muertos se encontraban Piotr Smoleński y Jan Graliński, del sector ruso del Biuro Szyfrów de antes de la guerra.

## Familia
En 1938, a la edad de 29 años, Różycki se casó con Maria Barbara Mayka. Su hijo, Janusz Różycki, nacido el 10 de mayo de 1939, se convirtió en miembro del equipo de esgrima polaco y ganó una medalla de plata en los Juegos Olímpicos de Tokio 1964.